# Marcos Saback
Marcos Saback (Marcos Cezar SILVA SABACK) es un guitarrista brasileño.

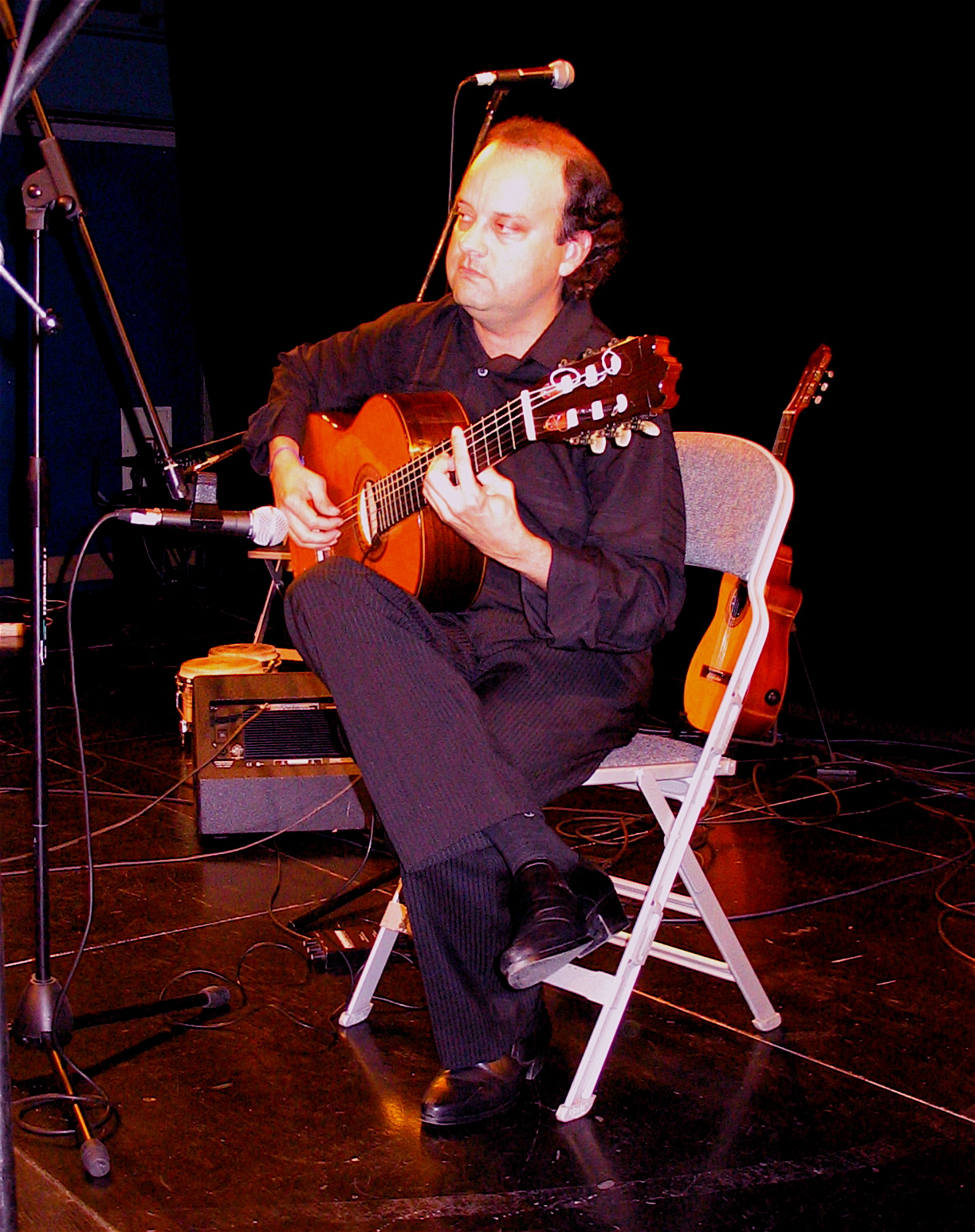
Marcos Saback en Berlín.

## Vida y carrera
Nació en Salvador de Bahía (Brasil) el 17 de junio de 1971, donde desde los 9 años de edad empezó sus estudios musicales influenciado por ritmos locales.
En 1988 fue aprobado para estudiar guitarra clásica con el guitarrista y conductor Leonardo Boccia en la Universidad Federal de Bahía. En el mismo año es invitado para actuar en la orquesta de guitarras Lendas e Crenças como primera guitarra.
En 1989 participa en la competición Jovens Instrumentistas da Bahía, en la que recibió el premio de Revelación de la Competición disputada por músicos de todas las edades en la categoría Guitarras.
En 1990 tiene su primer encuentro con el máximo exponente de la guitarra flamenca: el guitarrista español Paco de Lucia, de quien, en una conversación informal, recibe informaciones, consejos y sugerencias para la investigación sobre el flamenco.
En 1991 forma el trío Sanctos, actuando en muchas salas de concierto en la región de Bahía hasta 1993.
En 1993 cruza el océano por primera vez tras ser invitado por el percusionista Rubem Dantas, que le hospeda en su casa en Madrid (España), posibilitando el estudio de la guitarra flamenca con guitarristas como Antón Giménez y Davi Tavares. En el mismo año vuelve a Brasil, donde realiza un concierto en Bahía para el I Painel sobre o Mundo Ibérico donde fue ubicada la III Conferência de Chefes de Estados e de Governo dos Países Íbero-Americanos.
Desde 1994, ya con su propio grupo, actúa en los más variados sitios, solo o en compañía de bajo y percusión, con un repertorio formado por composiciones propias y versiones de otros temas envolviendo ritmos como samba, choro, bossa-nova y baião mezclados con ritmos como rumba flamenca, tangos, bulerías y otros ritmos latinos.
En 1998 lanza el CD Calamares intitulando el tema de abertura, que es una rumba inspirada en la ligazón entre los dos universos: Brasil y España.
En 1999 el CD recibe crítica de la revista Neon por el periodista Luis Garrido del periódico A Tarde, que lo destacó como uno de los trabajos más creativos e innovadores de la música instrumental de Bahía.
En marzo de 2000 es invitado por el percusionista Rubem Dantas y su grupo para actuar en el concierto de clausura del Percpan – Panorama Percussivo Mundial en la Concha-Acústica da Bahía.
En julio de 2000 viaja con su grupo para una gira en Europa actuando en países como España y Alemania.

## Discografía
- Calamares (1998)
- Magia latina (2005)
- Invierno en Frankfurt (2006)